# Souilly
Souilly ist eine französische Gemeinde mit 426 Einwohnern (Stand: 1. Januar 2022) im Département Meuse in der Region Grand Est (vor 2016 Lothringen). Sie gehört zum Arrondissement Verdun und zum Kanton Dieue-sur-Meuse.

## Geografie
Souilly liegt etwa 16 Kilometer südsüdwestlich von Verdun. Umgeben wird Souilly von den Nachbargemeinden Lemmes im Norden, Senoncourt-les-Maujouy im Norden und Nordosten, Les Monthairons im Osten, Récourt-le-Creux im Südosten, Rambluzin-et-Benoite-Vaux im Südosten und Süden, Heippes im Süden, Saint-André-en-Barrois im Südwesten, Ippécourt im Westen sowie Osches im Westen und Nordwesten.

## Bevölkerungsentwicklung
| Jahr                       | 1962 | 1968 | 1975 | 1982 | 1990 | 1999 | 2006 | 2019 |
| Einwohner                  | 397  | 352  | 322  | 297  | 316  | 275  | 324  | 465  |
| Quellen: Cassini und INSEE |      |      |      |      |      |      |      |      |

## Sehenswürdigkeiten
- Kirche Saint-Martin
- Rathaus, seit 1943 Monument historique, war in der Schlacht um Verdun Hauptquartier von Marschall Pétain
- frühere Turmhügelburg (Motte), seit 1990 Monument historique
- Herrenhaus aus dem 16./17. Jahrhundert

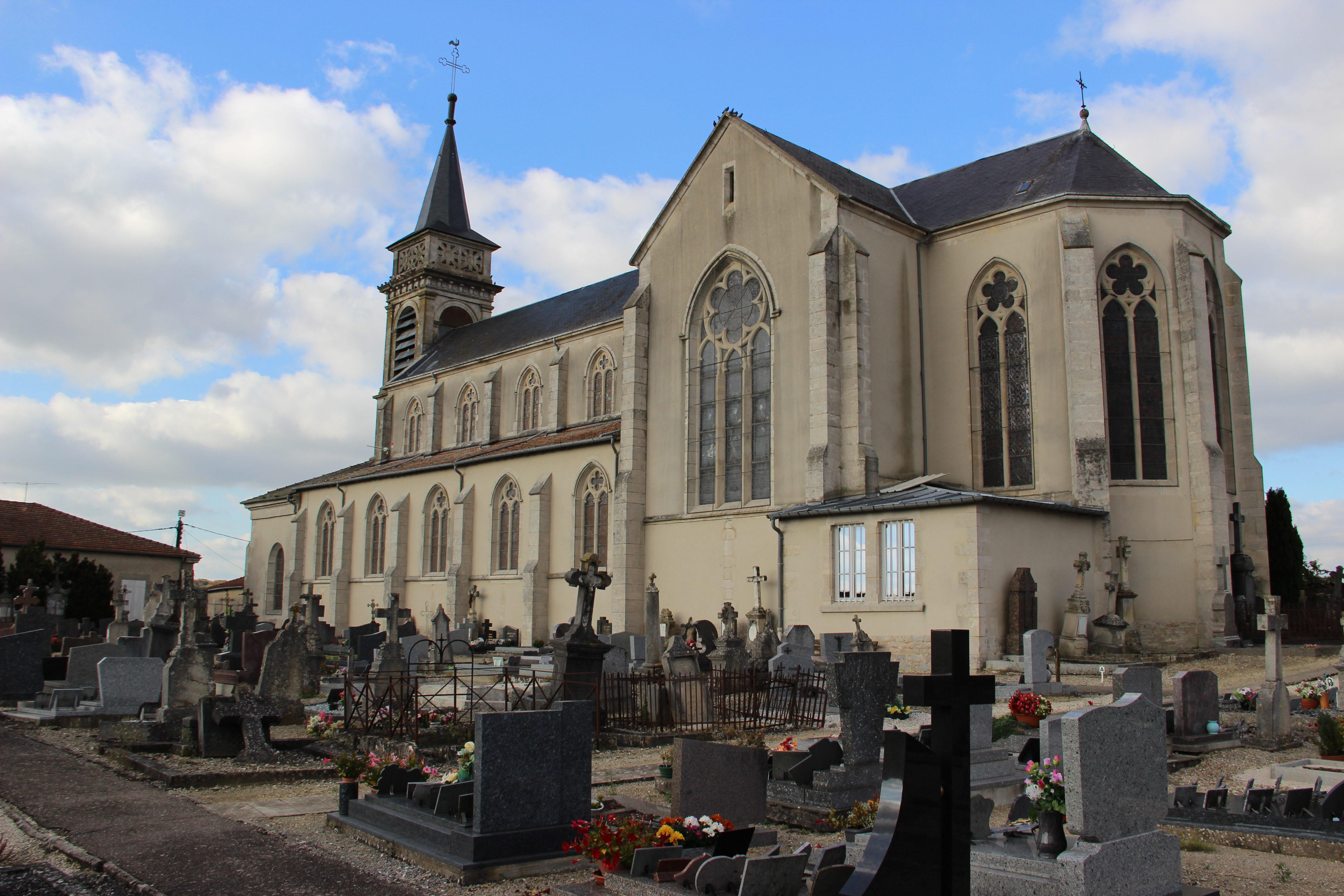
Kirche Saint-Martin

## Persönlichkeiten
- François-Louis de Morlan (1771–1805), Colonel der kaiserlichen Garde
- Louis Roederer (1809–1870), Weinhändler